# Сент-Оян
Сент-Оян (фр. Saint-Oyens) — громада  в Швейцарії в кантоні Во, округ Морж.

## Географія
Громада розташована на відстані близько 100 км на південний захід від Берна, 26 км на захід від Лозанни.
Сент-Оян має площу 3,1 км², з яких на 4,9% дозволяється будівництво (житлове та будівництво доріг), 56,6% використовуються в сільськогосподарських цілях, 38,5% зайнято лісами, 0% не є продуктивними (річки, льодовики або гори).

## Демографія
2019 року в громаді мешкало 447 осіб (+44,2% порівняно з 2010 роком), іноземців було 20,8%. Густота населення становила 146 осіб/км².
За віковим діапазоном населення розподілялося таким чином: 29,3% — особи молодші 20 років, 60,4% — особи у віці 20—64 років, 10,3% — особи у віці 65 років та старші. Було 164 помешкань (у середньому 2,7 особи в помешканні).
Із загальної кількості 45 працюючих 9 було зайнятих в первинному секторі, 10 — в обробній промисловості, 26 — в галузі послуг.